# Пекорино
Пекорино  (итал. pecorino) је италијански тврди сир произведен од овчијег млека. Име пекорино потиче од речи pecora, што на италијанском значи овца.

## Преглед
Од шест главних врста пекорино сира, од којих све имају статус заштићене ознаке географског порекла према закону Европске уније, пекорино романо је вероватно најпознатији ван Италије, посебно у Сједињеним Државама, које су биле важно извозно тржиште за сир од 19. века.
Пекорино романо највише се производи на острву Сардинија, иако његова производна зона укључује и Лацио и тосканске провинције Гросето и Сијена. О овом сиру и техници његове производње писали су стари римски аутори.
Осталих пет зрелих сирева су:
- пекорино сардо са Сардиније (casu berbeghinu на сардинском језику);
- пекорино тоскано, чију је производњу потврдио Плиније Старији у свом делу Познавање природе;
- пекорино сићилиано (или picurinu sicilianu на сицилијанском језику) са Сицилије;
- пекорино ди Филиано из Базиликата региона;[4]
- пекорино кротонесе из провинције Кротоне, у Калабрији.[5]

Још један добро познати пекорино сир је онај који је произведен у Абруцо, пекорино ди Атри.
Могу да буду у различитим стиловима у зависности од тога колико су стари. Зрелији сиреви, који се називају stagionato (дословно зачињени или одлежани), су тврђи, али су и даље мрвичасте текстуре и имају изразито путераст и орашасти укус. Друге две врсте, полу-тврди (semi-stagionato) и млади (fresco), имају мекшу текстуру и блажи укус.

## Традиција
Варијанта из јужне Италије је пекорино пепато (дословно забиберени пекорино), коме се додаје црни бибер у зрну. Данас се праве са многим другим додацима, на пример са ораси, руколом или ситним комадићима белог или црног тартуфа.
На Сардинији, ларве сирне муве се намерно уносе у сир пекорино сардо да би се произвела локална посластица која се зове касу марцу (casu martzu), што значи „трули сир“. Пошто је незаконито, касу марцу се првенствено продаје на црном тржишту.
Оброци се могу завршити добрим зрелим пекорином, сервираним са крушкама и орасима или преливени јаким кестеновим медом. Пекорино се такође често користи са јелима од тестенине, а некада је био природни избор за већину италијанских региона од Умбрије до Сицилије, уместо скупљег пармезана. И данас је пожељан за јела од тестенина у Риму и Лацију.